# Antonio Borrero
Antonio María Vicente Narciso Borrero y Cortázar (Azogues, 29 de outubro de 1827 – Quito, 9 de outubro de 1911) foi um político e militar equatoriano. Ocupou o cargo de presidente de seu país entre 9 de dezembro de 1875 e 18 de dezembro de 1876.